# Scotocerca inquieta
Scotocerca inquieta (Cretzschmar, 1830) è un uccello passeriforme, diffuso in Nord Africa e Medio Oriente. È l'unica specie nota del genere Scotocerca e della famiglia Scotocercidae.

## Descrizione

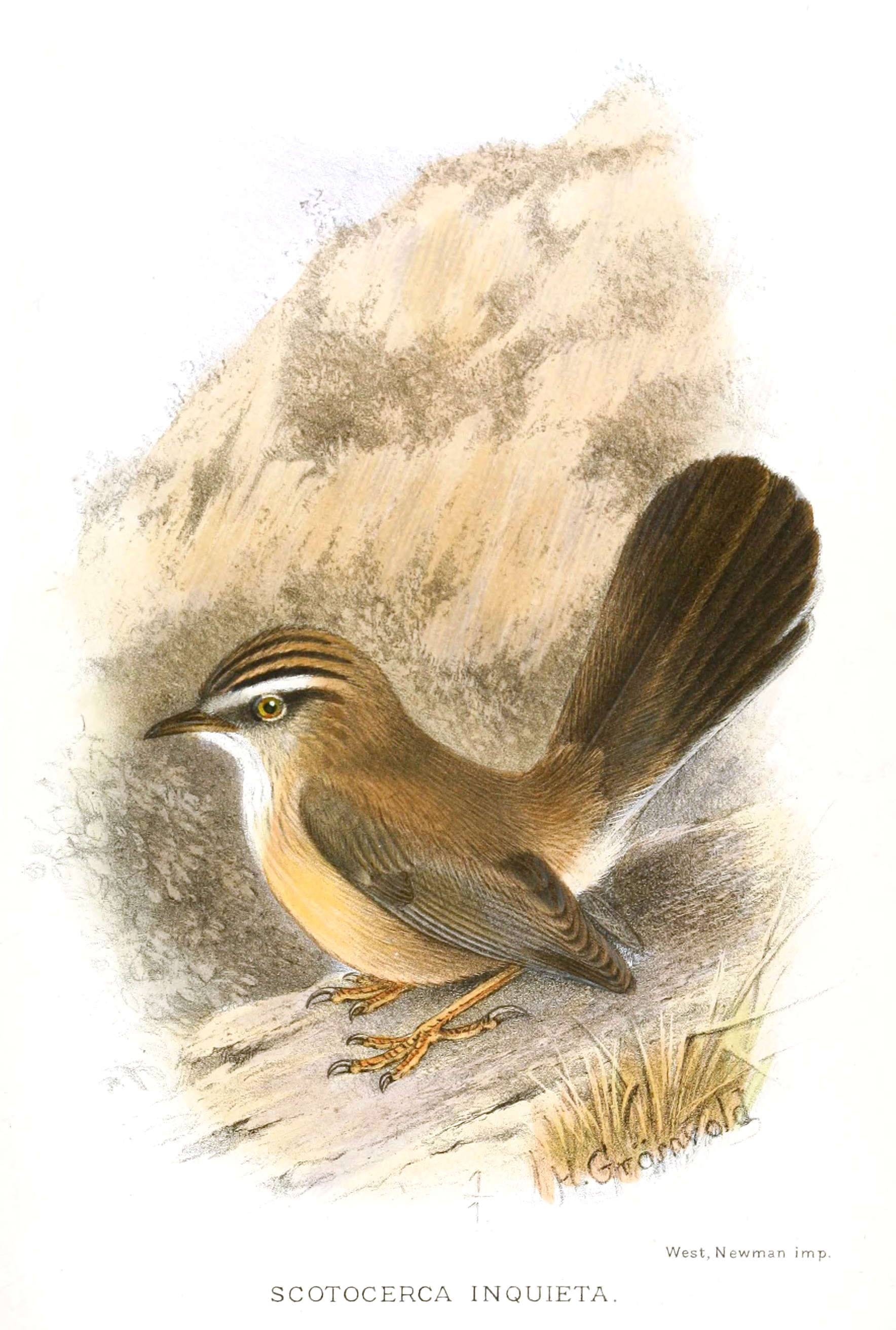

È un piccolo passeraceo, lungo circa 10 cm, con ali corte ed arrotondate e una lunga coda;  il piumaggio delle parti superiori è grigio-brunastro con striature nerastre; quello delle parti inferiori va dal biancastro al giallastro, spesso più scuro sui fianchi, e usualmente con qualche striatura sul torace; il capo presenta una marcata striatura sopraciliare bianca ed una stria oculare nera; alla base del becco sono presenti tre piume setolose prominenti e strie di piume setolose scure sono presenti anche sulla fronte e sul mento.

## Distribuzione e habitat
L'areale di Scotocerca inquieta si estende dal Nord Africa (Mauritania, Marocco, Algeria, Tunisia, Libia, Egitto) attraverso la penisola arabica (Arabia saudita, Oman, Yemen, Emirati Arabi Uniti) sino all'Asia occidentale (Palestina, Israele, Libano, Giordania, Siria, Iraq, Iran, Kazakistan, Turkmenistan, Uzbekistan, Tagikistan, Afghanistan, Pakistan, India).
Popola zone aride, con suolo sabbioso o roccioso, ricoperto da scarsa vegetazione.

## Tassonomia
Sulla base di somiglianze morfologiche, questa specie è stata a lungo assegnata alla famiglia Cisticolidae. Recenti studi filogenetici, basati su analisi molecolari del DNA, hanno escluso l'appartenenza ai cisticolidi, evidenziando una parentela con i Cettiidae. Nel 2012 ne è stata proposta la segregazione in una famiglia a sé stante, Scotocercidae.
Sono note le seguenti sottospecie:
- Scotocerca inquieta theresae Meinertzhagen, 1939
- Scotocerca inquieta saharae (Loche, 1858)
- Scotocerca inquieta inquieta (Cretzschmar, 1830)
- Scotocerca inquieta grisea Bates, 1936
- Scotocerca inquieta buryi Ogilvie-Grant, 1902
- Scotocerca inquieta montana Stepanyan, 1970
- Scotocerca inquieta platyura (Severtsov, 1873)
- Scotocerca inquieta striata (Brooks, 1872)